# Ел Порвенир Гереро (Лос Рамонес)
Ел Порвенир Гереро (шп. El Porvenir Guerrero) насеље је у Мексику у савезној држави Нови Леон у општини Лос Рамонес. Насеље се налази на надморској висини од 190 м.

## Становништво
Према подацима из 2010. године у насељу је живело 6 становника.

### Хронологија
| Година       | 2000         | 2005      | 2010 |
| ------------ | ------------ | --------- | ---- |
| Становништво | 25 (13 / 12) | 7 (5 / 2) | 6    |

### Попис
| # | Индикатор                     | Вредност |
| - | ----------------------------- | -------- |
| 1 | Укупно домаћинстава           | 32       |
| 2 | Укупно насељених домаћинстава | 2        |
| 3 | Величина локације             | 1        |